# 1485

## Родени
- Ернан Кортес, испански конкистадор
- Томас Кромуел, английски държавник
- 16 декември – Катерина Арагонска, кралица на Англия, съпруга на Хенри VIII